# Kai Havertz
Kai Lukas Havertz (Aken, 11 juni 1999) is een Duits voetballer die doorgaans als centraal aanvallende middenvelder, of als valse spits speelt. Hij verruilde Chelsea in juli 2023 voor stadsgenoot Arsenal, dat zo'n €70 miljoen voor hem betaalde. Havertz debuteerde in 2018 in het Duits voetbalelftal.

## Persoonlijk
Kai Havertz's vader is politieagent, zijn moeder is advocaat. Hij werd geboren in Aken en groeide op in de gemeente Alsdorf, gelegen nabij Aken. Kai Havertz heeft een zus en een broer. Zijn grootmoeder was Nederlands.

## Clubcarrière

### Bayer Leverkusen
Havertz speelde in de jeugd bij Alemannia Mariadorf, Alemannia Aachen en vanaf zijn elfde bij Bayer 04 Leverkusen. Hiervoor debuteerde hij op 15 oktober 2016 in de Bundesliga, uit tegen Werder Bremen (2–1 verlies). Trainer Roger Schmidt bracht hem die dag na 83 minuten in voor Charles Aránguiz. Havertz werd met zijn leeftijd van zeventien jaar en 126 dagen de jongste Bundesliga-debutant voor Bayer Leverkusen, wat in 2020 werd verbroken door Florian Wirtz, die 111 dagen jonger was. Havertz speelde tien dagen later zijn tweede wedstrijd, in de DFB-Pokal tegen Sportfreunde Lotte. Hij kwam in zijn debuutjaar uit in vierentwintig wedstrijden in de competitie en drie in de UEFA Champions League, waarvan de eerste uit bij Tottenham Hotspur (0–1 winst). Op 15 maart 2017 moest Havertz de terugwedstrijd van de achtste finale van de UEFA Champions League tegen Atlético Madrid missen wegens belangrijke examens. Hij maakte op 2 april 2017 voor het eerst in zijn profcarrière een doelpunt. Hij zette Leverkusen toen op 3–3 in een in diezelfde cijfers geëindigde competitiewedstrijd thuis tegen VfL Wolfsburg.
Havertz speelde vanaf zijn debuutjaar ieder seizoen meer wedstrijden. Op 14 april 2018 werd Havertz met achttien jaar en 307 dagen de jongste speler die zijn vijftigste wedstrijd in de Bundesliga speelde. Dat record stond eerder op naam van zijn latere teamgenoot Timo Werner. Hij vertegenwoordigde Leverkusen in 2018/19 voor het eerst in alle vierendertig speelronden. In drieëndertig daarvan begon hij in de basis. Hij maakte dat seizoen onder meer zeventien doelpunten. Op 20 september 2018 scoorde Havertz zijn eerste twee internationale doelpunten, tegen PFK Ludogorets in de eerste speelronde van de UEFA Europa League. Dit seizoen vond hij zeventien keer het net waarmee hij de meest scorende tiener ooit werd in één Bundesliga-seizoen. Aan het eind van het seizoen werd Havertz tweede achter Marco Reus voor de prijs als voetballer van het jaar in Duitsland. Op 14 december 2019 werd hij de jongste speler aller tijden die zijn honderdste Bundesliga-wedstrijd speelde, op een leeftijd van twintig jaar, zes maanden en vier dagen. Het record stond eerder op naam van Werner.

### Chelsea
Op 4 september 2020 werd bekendgemaakt dat Havertz de overstap maakte van Bayer Leverkusen naar Chelsea, waar hij een vijfjarig contract tekende. Leverkusen ontving zo'n 80 miljoen euro van Chelsea. Op 29 mei 2021 scoorde hij het enige doelpunt in de finale van de UEFA Champions League. Het was zijn eerste doelpunt in de UEFA Champions League na twintig keer te hebben gespeeld in deze competitie. Op 11 augustus 2021 werd vervolgens tegen Villarreal de strijd om de UEFA Super Cup gewonnen nadat een uiteindelijke strafschoppenreeks (6–5 winst) de doorslag gaf. Op 12 februari 2022 wist Havertz met Chelsea voor de eerste keer in de clubhistorie het FIFA WK voor clubs te winnen door CONMEBOL Libertadores-winnaar Palmeiras in de finale te verslaan. In de reguliere speeltijd leverde de finale na een 1–1 gelijkspel geen winnaar op; Havertz benutte in de zevenentwintigste minuut van de extra speeltijd een strafschop. Havertz speelde uiteindelijk drie seizoenen voor Chelsea, waarin hij tot 139 wedstrijden kwam. Hij maakte 32 doelpunten en gaf zestien assists.

### Arsenal
Havertz maakte in juli 2023 de overstap van Chelsea naar stadsgenoot Arsenal, dat het seizoen daarvoor tweede was geworden, tien plekken boven Chelsea. Met deze overstap was een bedrag van 70 miljoen euro gemoeid. Havertz maakte op 6 augustus 2023 zijn debuut voor Arsenal. Dat speelde die dag om het FA Community Shield 2023 tegen Manchester City. Zijn teamgenoten en hij wonnen na strafschoppen.

## Clubstatistieken
| Seizoen     | Club                | Competitie     | Competitie | Competitie | Competitie | Beker | Beker | Beker | Europa | Europa | Europa | Totaal | Totaal | Totaal |
| Seizoen     | Club                | Competitie     | Wed.       | Dlp.       | Ass.       | Wed.  | Dlp.  | Ass.  | Wed.   | Dlp.   | Ass.   | Wed.   | Dlp.   | Ass.   |
| ----------- | ------------------- | -------------- | ---------- | ---------- | ---------- | ----- | ----- | ----- | ------ | ------ | ------ | ------ | ------ | ------ |
| 2016/17     | Bayer 04 Leverkusen | Bundesliga     | 24         | 4          | 6          | 1     | 0     | 0     | 3      | 0      | 0      | 28     | 4      | 6      |
| 2017/18     | Bayer 04 Leverkusen | Bundesliga     | 30         | 3          | 9          | 5     | 1     | 0     | –      | –      | –      | 35     | 4      | 9      |
| 2018/19     | Bayer 04 Leverkusen | Bundesliga     | 34         | 17         | 4          | 2     | 0     | 0     | 6      | 3      | 3      | 42     | 20     | 7      |
| 2019/20     | Bayer 04 Leverkusen | Bundesliga     | 30         | 12         | 6          | 5     | 2     | 1     | 10     | 4      | 2      | 45     | 18     | 9      |
| Club Totaal | Club Totaal         | Club Totaal    | 118        | 36         | 25         | 13    | 3     | 1     | 19     | 7      | 5      | 150    | 46     | 31     |
| 2020/21     | Chelsea             | Premier League | 27         | 4          | 5          | 6     | 4     | 1     | 12     | 1      | 3      | 45     | 9      | 9      |
| 2021/22     | Chelsea             | Premier League | 29         | 8          | 4          | 6     | 2     | 1     | 12     | 4      | 1      | 47     | 14     | 6      |
| 2022/23     | Chelsea             | Premier League | 35         | 7          | 1          | 2     | 0     | 0     | 10     | 2      | 0      | 47     | 9      | 1      |
| Club Totaal | Club Totaal         | Club Totaal    | 91         | 19         | 10         | 14    | 6     | 2     | 34     | 7      | 4      | 139    | 32     | 16     |
| 2023/24     | Arsenal             | Premier League | 37         | 13         | 7          | 4     | 0     | 0     | 10     | 1      | 0      | 51     | 14     | 7      |
| Club Totaal | Club Totaal         | Club Totaal    | 37         | 13         | 7          | 4     | 0     | 0     | 10     | 1      | 0      | 51     | 14     | 7      |
| TOTAAL      | TOTAAL              | TOTAAL         | 246        | 68         | 42         | 31    | 9     | 3     | 61     | 15     | 9      | 340    | 82     | 54     |

Bijgewerkt t/m 23 juni 2024.

## Interlandcarrière
Havertz kwam uit voor diverse Duitse nationale jeugdelftallen. Hij kwam met Duitsland –17 tot de halve finale op het EK –17 van 2016.
Havertz maakte op 9 september 2018 onder bondscoach Joachim Löw zijn debuut in het Duits voetbalelftal. Hij viel toen in de 88e minuut in voor Timo Werner in een met 2–1 gewonnen oefeninterland tegen Peru. Havertz maakte op 9 oktober 2019 zijn eerste interlanddoelpunt. Hij schoot Duitsland toen op 2–0 in een oefenwedstrijd tegen Argentinië die in 2–2 eindigde.
Havertz speelde op het WK 2022 twee wedstrijden. Tegen Japan wist hij niet tot scoren te komen en verloor het team met 2-1. De volgende wedstrijd zat hij op de bank gezeten en de derde en laatste wedstrijd van de groep op het WK werd Havertz ingebracht met een 1-1 stand. Hij wist in het laatste kwartier maar liefst twee keer te scoren waardoor Duitsland met 4-2 won. Dat was niet genoeg om door te gaan, want Spanje had een hoger doelsaldo. Zo was Duitsland na drie wedstrijden klaar op het WK. Havertz werd op 8 juni 2024 door bondscoach Julian Nagelsmann opgenomen in de Duitse selectie voor het EK 2024 in eigen land. Duitsland werd groepswinnaar in een groep met Schotland, Hongarije en Zwitserland en won in de achtste finales van Denemarken (2–0), maar werd in de kwartfinales na een verlenging uitgeschakeld door Spanje (2–1). Havertz kwam op het toernooi in alle wedstrijden in actie en scoorde uit een strafschop tegen Schotland en Denemarken.

## Interlandstatistieken
| Seizoen       | Wedstrijden | Goals |
| ------------- | ----------- | ----- |
| Duitsland –16 | 6           |       |
| Duitsland –17 | 16          | 2     |
| Duitsland –19 | 8           | 7     |
| Duitsland     | 33          | 12    |
| Totaal        | 63          | 21    |

## Erelijst
| Competitie            |         |         |         |         |
| Competitie            | Aantal  | Jaren   |         |         |
| Chelsea               | Chelsea | Chelsea | Chelsea | Chelsea |
| --------------------- | ------- | ------- | ------- | ------- |
| UEFA Champions League | 1×      | 2020/21 |         |         |
| UEFA Super Cup        | 1×      | 2021    |         |         |
| FIFA Club World Cup   | 1×      | 2021    |         |         |
| Arsenal               |         |         |         |         |
| FA Community Shield   | 1×      | 2023    |         |         |

Individueel als speler
| UEFA EK onder 17 – Team van het Toernooi    | 1× | 2016                           |
| Fritz Walter Medaille – Onder 17 (zilver)   | 1× | 2016                           |
| Fritz Walter Medaille – Onder 19 (goud)     | 1× | 2018                           |
| Bundesliga – Team van het Seizoen           | 1× | 2018/19                        |
| Kicker – Bundesliga Team van het Seizoen    | 1× | 2018/19                        |
| Bundesliga – Speler van de Maand            | 3× | April 2019, mei 2019, mei 2020 |
| UEFA Champions League – Breakthrough XI     | 1× | 2019                           |
| UEFA Europa League – Elftal van het Seizoen | 1× | 2019/20                        |